# En liten kärlekssång
En liten kärlekssång är en bok av Michelle Magorian från 1991.

## Handling
Man följer den 17-åriga Rose under ett av hennes sommarlov, medan andra världskriget pågår. Rose och hennes äldre syster Diana blir evakuerade till en badort vid namn Salmouth för att komma undan bombningarna i London.
Under sommaren lär Rose känna flera personer som gör hennes vistelse till ett händelserikt lov. De människor hon lär känna har alla någon slags anknytning till kriget och påverkar Rose både positivt och negativt. En av dem är Dot, den ogifta och gravida kvinnan vars fästman deltar i kriget. Dot får Rose att inse att man kan klara sig helt själv som kvinna i livet.  Där är också Derry, den unga pojken som hemskt gärna vill bli en pilot och delta i kriget trots att han har synfel. Derry utnyttjar Roses känslor för honom och lurar henne i att göra saker hon egentligen inte vill. Hon lär också känna Alec, som ställer upp för Rose och hjälper henne att uppfylla sina drömmar om att bli författare.
"Galna Hilda" är en person som Rose lär känna genom att läsa hennes dagböcker. Dagböckerna hittar hon i huset där hon tillbringar sitt sommarlov, samma hus som Hilda levde i fram till sin död. Hennes dagböcker utspelar sig under första världskriget. Hon blev gravid utan att vara gift och hennes fästman stupade i kriget. Det var en stor skam att få barn utanför äktenskapen på den tiden och därför såg Hildas föräldrar till att hon inte fick behålla barnet. Hon blev tvingad till att adoptera bort det och tillbringade sedan en lång tid på mentalsjukhus.